# Gandhara
Området Gandhara i nuvarande norra Pakistan var under forntiden och antiken ett kulturellt centrum.

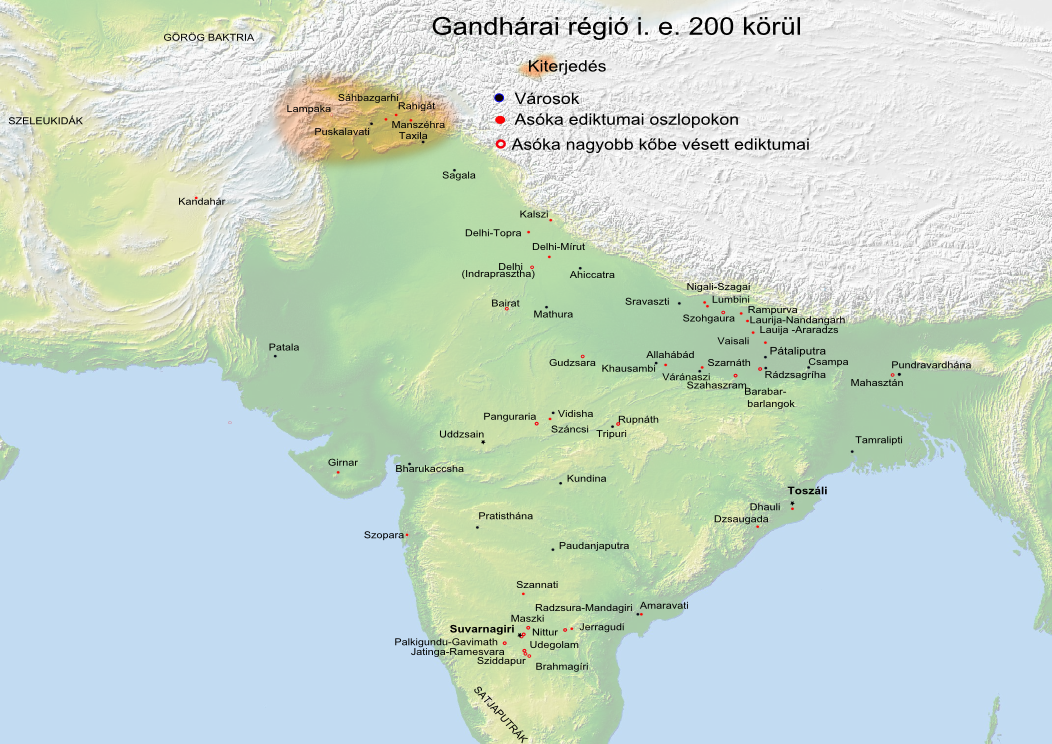
Gandhara c.a 200 f.Kr.

Hymnsamlingen Rigveda (skriven c:a 1500 f.Kr) nämner Ghandaris som den mest nordvästliga av de ariska stammar som bosatt sig på den indiska halvön. Omkring år 500 f.Kr. grundades kungadömet Gandhara som snart därefter erövrades av perser från nuvarande Afghanistan och Iran och blev en lydstat under det akemenidiska perserriket.

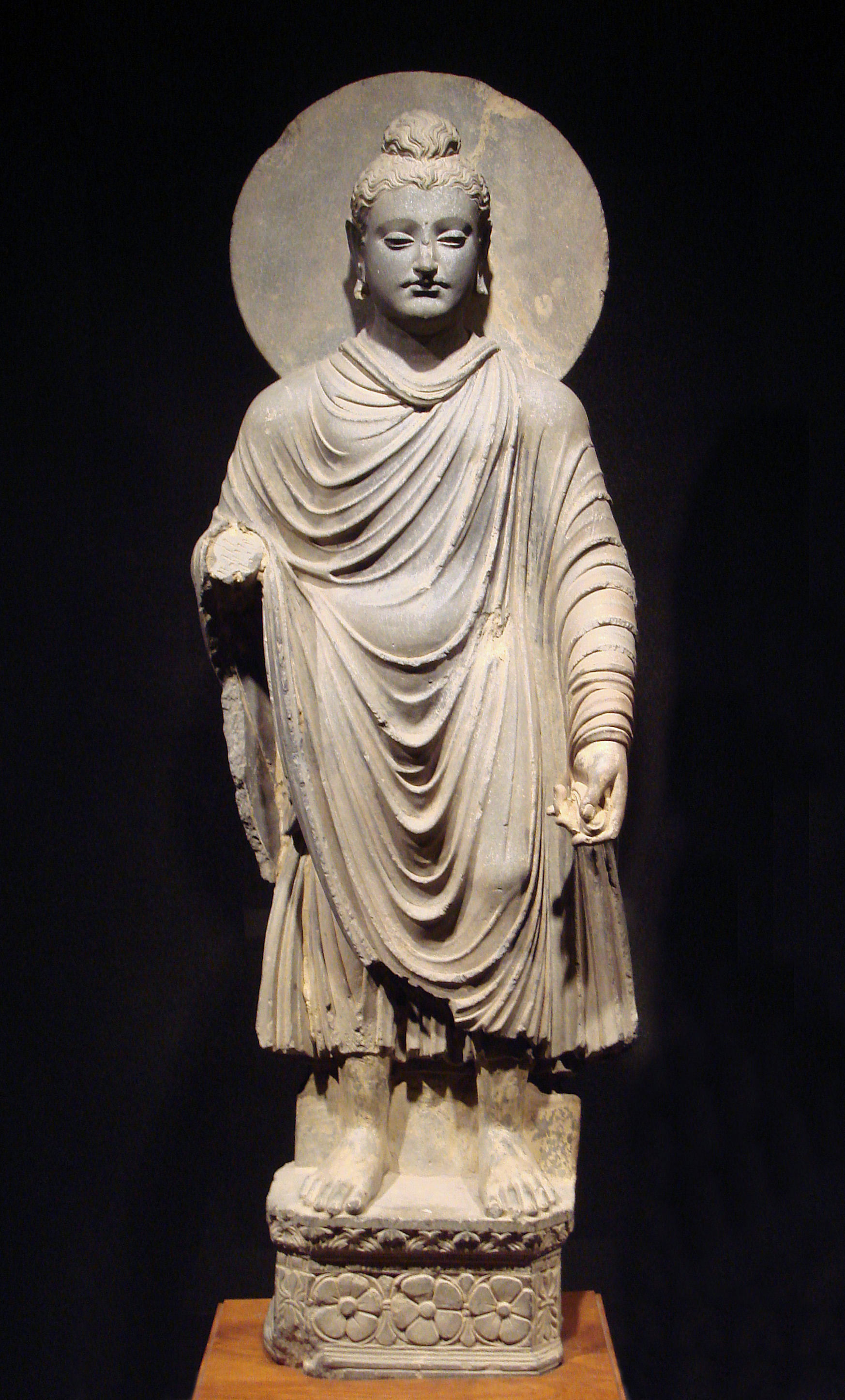
Buddhastaty från Gandhara, c.a 100 e.Kr.

År 326 f.Kr. erövrades området av Alexander den store men den grekiska kulturen fick inte stor betydelse. Ungefär 300 f.Kr. erövrades Gandhara av Mauryariket. Efter att dess kung Ashoka på 200-talet f.Kr. övergått till buddhismen blev Gandhara, och speciellt städerna Peshawar och Taxila, ett viktigt centrum för buddhistisk konst och lärdom.